# Japewia
Japewia — рід лишайник родини Ramalinaceae. Назва вперше опублікована 1990 року.